# Ranghana punctata
Ranghana punctata är en fjärilsart som beskrevs av Moore 1878. Ranghana punctata ingår i släktet Ranghana och familjen björnspinnare. Inga underarter finns listade.